# FIBA Europe Young Women's Player of the Year Award
Il FIBA Europe Young Women's Player of the Year Award è stato un premio attribuito annualmente dalla FIBA Europe, dal 2005 al 2014, alla migliore cestista europea militante sia in Europa che nella WNBA o nella NCAA che avesse meno di 22 anni.

## Vincitrici
| Anno | Giocatore         | Squadra                                       |
| ---- | ----------------- | --------------------------------------------- |
| 2005 | Anete Jēkabsone   | CJM Bourges Basket                            |
| 2006 | Sandrine Gruda    | Valenciennes                                  |
| 2007 | Sonja Petrović    | CJM Bourges Basket                            |
| 2008 | Gintarė Petronytė | TEO Vilnius                                   |
| 2009 | Alba Torrens      | CB Halcón Viajes                              |
| 2010 | Nika Barič        | ŽKK Celje                                     |
| 2011 | Emma Meesseman    | Lotto Young Cats                              |
| 2012 | Alina Jahupova    | Regina Bar Basket/Elizabeth Basket Kirovograd |
| 2013 | Astou Ndour       | Islas Canarias                                |
| 2014 | Ángela Salvadores | Rivas Ecópolis                                |